# Paul Schroeder
Paul Schroeder (1990) è un ex sciatore alpino francese.

## Biografia
Attivo in gare FIS dal dicembre del 2005, in Coppa Europa Schroeder esordì il 23 gennaio 2008 a Sarentino in discesa libera (77º), ottenne il miglior piazzamento il 27 gennaio 2011 a Méribel in supercombinata (18º) e disputò la sua ultima gara il 14 gennaio 2012 nella medesima località in supergigante (79º). Si ritirò al termine della stagione 2013-2014 e la sua ultima gara fu lo slalom speciale dei Campionati francesi juniores 2014, disputato il 31 marzo a Les Arcs e chiuso da Schroeder al 29º posto; non debuttò in Coppa del Mondo né prese parte a rassegne olimpiche o iridate.

## Palmarès

### Coppa Europa
- Miglior piazzamento in classifica generale: 173º nel 2011

### Campionati francesi
- 1 medaglia:
  - 1 bronzo (supergigante nel 2010)